# Luis Musrri
Luis Eduardo Musrri Saravia (ur. 24 grudnia 1969 w Mallarauco), piłkarz chilijski grający na pozycji defensywnego pomocnika.

## Kariera klubowa
Ojciec Luisa pochodzi z Palestyny. Karierę piłkarską Musrri rozpoczął w klubie Universidad de Chile ze stolicy kraju, Santiago. W jego barwach zadebiutował w 1986 roku w lidze chilijskiej. W 1988 roku zaczął występować w pierwszym składzie zespołu, a z czasem stał się jego kapitanem. W 1989 roku wywalczył mistrzostwo Primera B, a pierwszy sukces w pierwszej lidze osiągnął w 1994 roku, kiedy sięgnął po mistrzostwo Chile. W 1995 roku powtórzył to osiągnięcie, a w 1998 roku zdobył swój pierwszy Puchar Chile. W 1999 roku znów został mistrzem kraju, a w 2000 roku sięgnął z Universidad po dublet.
W 2001 roku Musrri wyjechał do Chin. Został piłkarzem drużyny Yunnan Hongta. Był trzecim obcokrajowcem w drużynie obok Rosjanina Siergieja Kiriakowa i Kameruńczyka Bertina Tomou. W Chinese Super League zajął z Yunann 10. pozycję.
W 2002 roku Musrri wrócił do Universidad de Chile. W 2004 roku wywalczył mistrzostwo fazy Apertura, a pod koniec roku zakończył piłkarską karierę.

## Kariera reprezentacyjna
W reprezentacji Chile Musrri zadebiutował w 1991 roku. W 1993 roku był członkiem kadry na Copa América 1993. W 1998 roku został powołany przez Nelsona Acostę do kadry na Mistrzostwa Świata we Francji. Na tym turnieju był rezerwowym zawodnikiem Chile i zagrał jedyne 10 minut w 1/8 finału z Brazylią (1:4). Ostatni mecz w reprezentacji rozegrał w 1999 roku. W kadrze narodowej zagrał 24 razy.

## Kariera trenerska
Po zakończeniu kariery piłkarskiej Musrri został trenerem. W 2006 roku objął stanowisko pierwszego trenera zespołu Deportes Melipilla, który prowadził w Primera B, a następnie w fazie Apertura Primera División. W połowie 2007 roku został szkoleniowcem stołecznego zespołu Palestino.